# スイーツ男子
スイーツ男子（スイーツだんし）とは甘い食べ物（スイーツ）を好む男性の形態を意味する言葉。

## 概要
スイーツ男子のみが集まった会合となればケーキを食べるというような会合となる場合もあるとのこと。このような男性が増えるようになった背景にはコンビニエンスストアというような商品を気軽に買うことのできる店舗の存在がある。従来ならばスイーツなどといった食べ物は男性が買うこととなれば気恥ずかしいなどと思われるという理由から買われていなかったということが多かったものの、コンビニエンスストアを利用するとなれば気兼ねなく買うことができるようになったというわけである。コンビニエンスストア側にとっては、店舗にスイーツを陳列するというのは女性客の増加を狙った上で実施していたのだが、実際にコンビニエンスストアでスイーツを購入していた客は男性が多かったとのこと。これにあいまってコンビニエンスストアでは男性客をターゲットとしたオリジナルスイーツを販売するまでになっている。